# Dessantnoje
Dessantnoje (russisch Десантное) ist ein Ort in der russischen Oblast Kaliningrad. Er gehört zur kommunalen Selbstverwaltungseinheit Stadtkreis Slawsk im Rajon Slawsk.

## Geographische Lage
Dessantnoje liegt elf Kilometer südöstlich der Kreisstadt Slawsk (Heinrichswalde) im Nordwesten der Stationsanlage des Rundfunksenders Bolschakowo, unmittelbar an der Grenze zum Rajon Neman. Durch den Ort verläuft die Föderalstraße A216 (ehemalige deutsche Reichsstraße 138, heute auch Europastraße 77). Eine Bahnanbindung besteht nicht.

## Geschichte
Der Ort entstand offenbar erst nach 1945. Auf einer Karte von Anfang der 1970er Jahre wurde sein Name mit Schpakowo angegeben, nach Nikolai Andrejewitsch Schpakow, stellvertretender Kommandeur einer zehnköpfigen Aufklärungseinheit der Roten Armee, die in der Nacht vom 26. auf den 27. Juli 1944 im Bereich dieses späteren Ortes per Fallschirm hinter der Front abgesetzt wurde. Ein solcher Landungs(vorgang) heißt auf Russisch „dessantny“. Spätestens seit 1975 heißt der Ort Dessantnoje. Bis 2008 gehörte Dessantnoje zum Dorfsowjet bzw. Dorfbezirk Bolschakowski selski Sowet (okrug) im Rajon Slawsk. Von 2008 bis 2015 gehörte der Ort zur Landgemeinde Bolschakowskoje selskoje posselenije und seither zum Stadtkreis Slawsk.

## Denkmäler
Im Waldgebiet südlich von Dessantnoje befinden sich Denkmäler für die sowjetischen Aufklärungseinheiten, die während des Zweiten Weltkrieges in Ostpreußen tätig waren und für Nikolai Andrejewitsch Schpakow, den zunächst stellvertretenden Kommandeur der Aufklärungseinheit Dschek.

## Kirche
Evangelischerseits liegt Dessantnoje im Einzugsbereich der evangelisch-lutherischen Gemeinde in Bolschakowo. Es handelt sich um eine Filialgemeinde der Salzburger Kirche in Gussew (Gumbinnen) innerhalb der Propstei Kaliningrad der Evangelisch-lutherischen Kirche Europäisches Russland.